# Bruno Biedermann

Bruno Biedermann

Bruno Biedermann (* 23. September 1904 in Dörnthal; † 23. Februar 1953 in Köln-Lindenthal) war ein deutscher Politiker (NSDAP) und SA-Führer.

## Leben und Wirken
Nach dem Besuch der Volksschule in Dörnthal und der Handelsschule in Olbernhau absolvierte Bruno Biedermann eine kaufmännische Lehre. Seinen Lebensunterhalt verdiente er später als Handlungsgehilfe, Geschäftsführer und Prokurist. 1923 trat er der NSDAP bei und schloss sich zum 29. Mai 1925 erneut der neu gegründeten Partei an (Mitgliedsnummer 6.776). Von 1925 bis 1933 übernahm er Aufgaben als ehrenamtlicher Politischer Leiter. Am 1. Januar 1934 wurde Biedermann zum hauptamtlichen Gauamtsleiter ernannt. Später wurde er Stellvertreter des Gauleiters von Thüringen Fritz Sauckel. Biedermann, Mitglied der SA, erreichte innerhalb dieser Organisation Ende Januar 1942 den Rang eines Oberführers. Ab 1943 war er Gaupersonal- und Gaustabsamtsleiter der Partei.
Biedermann trat am 4. Juli 1940 im Nachrückverfahren für den ausgeschiedenen Abgeordneten Herbert Haselwander als Abgeordneter in den nationalsozialistischen Reichstag ein, in dem er bis zum Ende der NS-Herrschaft im Frühjahr 1945 den Wahlkreis (Thüringen) vertrat.